# Брайко Федір Тимофійович
Брайко Федір (Хведір) Тимофійович(27.12.1888, с. Михайлівка, Олександрійський повіт, Херсонської губернії - ?) - український військовик, громадсько-політичний діяч.
Конторник на залізниці, помічник лісничого в Чорному лісі (Херсонська губернія, 1910), повіті, комісар Української Центральної Ради (01 — 05.1918) та Директорії в Ананьївському повіті (1919); військове звання —прапорщик російської армії, старшина Окремої технічної сотні 1-ї Запорозької стрілецької дивізії Армії УНР.
Відповідно до українського законодавства є борцем за незалежність України у ХХ столітті.

## Біографія
Закінчив Єлисаветградську двокласну школу (1905) та Чорноліську лісну школу в Херсонській губернії у 1909 році, потім  прослухав меліоративні курси в Миколаєві у 1910 році. Керував меліоративними роботами в Ананьївському повіті до 1914 року. З початком війни мобілізований. Закінчив Житомирську школу прапорщиків (1915).

В “Описі життя” зазначав: 
“Преслідуємий большовицькою владою, я 22 березня 1920 року перейшов кордон Польщі, де і був інтернований і ввійшов в склад армії У.Н.Р. В цей час працюю в Кракові в військовому колійовому паркові”. На “Описі життя” печатка: “Техничний курінь 2 республ. запорі. ждів.”.
В подальшому навчався в УГА, одначе після першого курсу кинув навчання в УГА.
Подальша доля невідома.

## Твори
Автор “Спогаду” про зміни влади в Ананьєві в лютому 1919 р. та коротка згадка про повстанців Боханціва і Козубського.